# Prasinoderma
Prasinoderma, rod pacifičkih algi smješten u vlastitu porodicu, red i razred. Pripadaju mu dvije priznate vrste.

## Vrste
1. Prasinoderma coloniale T.Hasegawa & M.Chihara - tip
2. Prasinoderma singularis Jouenne

|  | Zajednički poslužitelj ima još gradiva o temi Prasinoderma |
|  | Wikivrste imaju podatke o taksonu Prasinoderma             |